# Steve Wyley
Steve Wyley – australijski zapaśnik walczący w stylu wolnym. Zajął piąte miejsce w Pucharze Świata w 1986. Czwarty na mistrzostwach Oceanii w 1988 roku.